# Södra Vi
Södra Vi är en tätort i Vimmerby kommun i Kalmar län.
Här ligger Södra Vi kyrka.

## Historia
Södra Vi är kyrkby i Södra Vi socken och ingick efter kommunreformen 1862 i Södra Vi landskommun. I denna inrättades för orten 20 april 1945 Södra Vi municipalsamhälle som upplöstes med utgången av 1957. Orten ingår sedan 1971 i Vimmerby kommun.
På initiativ av prosten Arendt Grape öppnades 1763 Södra Vi hälsobrunn och badanstalt, som var verksam fram till 1941.

### Befolkningsutveckling
| Befolkningsutvecklingen i Södra Vi 1960–2020 | Befolkningsutvecklingen i Södra Vi 1960–2020 | Befolkningsutvecklingen i Södra Vi 1960–2020 | Befolkningsutvecklingen i Södra Vi 1960–2020 | Befolkningsutvecklingen i Södra Vi 1960–2020 |
| -------------------------------------------- | -------------------------------------------- | -------------------------------------------- | -------------------------------------------- | -------------------------------------------- |
|                                              |                                              |                                              |                                              |                                              |
| År                                           |                                              |                                              | Folkmängd                                    | Areal (ha)                                   |
| 1960                                         | 1960                                         |                                              | 1 053                                        |                                              |
| 1965                                         | 1965                                         |                                              | 1 045                                        |                                              |
| 1970                                         | 1970                                         |                                              | 1 191                                        |                                              |
| 1975                                         | 1975                                         |                                              | 1 199                                        |                                              |
| 1980                                         | 1980                                         |                                              | 1 356                                        |                                              |
| 1990                                         | 1990                                         |                                              | 1 333                                        | 150                                          |
| 1995                                         | 1995                                         |                                              | 1 325                                        | 152                                          |
| 2000                                         | 2000                                         |                                              | 1 219                                        | 152                                          |
| 2005                                         | 2005                                         |                                              | 1 197                                        | 152                                          |
| 2010                                         | 2010                                         |                                              | 1 182                                        | 156                                          |
| 2015                                         | 2015                                         |                                              | 1 134                                        | 156                                          |
| 2020                                         | 2020                                         |                                              | 1 162                                        | 172                                          |
|                                              |                                              |                                              |                                              |                                              |

### Bankväsende
Södra Vi sockens sparbank hade funnits 1850–1870, men upplöstes därefter. En ny sparbank, Södra Vi-Djursdala sparbank, grundades 1933. Den uppgick i Oskarshamns sparbank 1968, som i sin tur blev en del av Föreningssparbanken. År 2001 sålde Föreningssparbanken sitt kontor i Södra Vi till Vimmerby sparbank. Kontoret i Södra Vi avvecklades några år därefter.
I början av 1920-talet hade Södra Vi bankkontor tillhörande Skandinaviska kreditaktiebolaget (övertaget från Skånska handelsbanken) och Svenska lantmännens bank. Lantmannabanken uppgick i Jordbrukarbanken som år 1928 av regeringen ålades att dra in kontoret i Södra Vi. Den 1 augusti 1949 tog Jordbrukarbanken över Skandinaviska bankens kontor i Södra Vi. PKbanken avvecklade kontoret i Södra Vi under 1978.

## Idrott
Södra Vi IF bildades 1955. Idrottsplatsen heter Ulfveskog och ligger vackert vid en göl i västra delen av samhället. Idrottsplatsen har en takläktare i trä och en öppen sittplatsläktare byggd på en gräsvall.
Säsong 2014 spelade herrlaget i division 6 Vimmerby och damlaget i division 3 nordvästra Småland.

## Caféer och restauranger förr och nu
På Norra storgatan mittemot kyrkan, Finns ett större hus, där låg på 40 talet Brunns-restaurangen, där man hade begravnings fika och middagar 1945 hade man tel 5, huset har haft olika verksamheter under åren som hotell, restaurang, skola, loppis mm. Huset som byggts om under årens lopp har stått på platsen sedan slutet av 1700 talet, 2021 Öppnade ett Café, som går att besöka alla söndagar än idag.

## Personer med anknytning till orten
- Gustaf Aldén, skol- och tidningsman
- Reinhold Blomberg, entreprenör och tidningsman
- Johan Fredrik Carlsson, hemmansägare och politiker
- Frithiof Dahlby, präst, scoutledare, författare och heraldiker
- Otto Dandenell, lantbrukare och politiker
- Rune Formare, regissör
- Carl Gustafsson, organist, klockare, folkskollärare och politiker
- Eric Krönmark, statsråd, landshövding
- Magnus Lehnberg, biskop
- Samuel Liljeblad, botaniker
- Anders Lindblad, sportjournalist och sekreterare i Svenska Dagbladets guldmedaljnämnd
- Carl-Erik Svensson Kåreda, landstingspolitiker och hembygdsman
- Gusten Widerbäck, konstnär